# Google translator toolkit
Google translator toolkit (kit de herramientas de traducción de Google) es un servicio Web diseñado para permitir que los traductores corrijan las traducciones que el Traductor de Google (Google Translate) genera automáticamente. Con el kit de herramientas de Google, los traductores pueden organizar su trabajo y el uso compartido de traducciones, glosarios y memorias de traducción. Pueden subir y traducir documentos de Microsoft Word, OpenOffice, RTF, HTML, texto, artículos de Wikipedia y Knols.
Google Translator Tool cuenta con el apoyo del Traductor de Google, un servicio gratuito de traducción de idiomas en línea que traduce instantáneamente textos y páginas Web. El Traductor de Google permite a los usuarios obtener traducciones automáticas instantáneas pegando el texto en la interfaz Web o bien el sitio web para los que dispongan de un enlace. El Traductor de Google ofrece traducciones automáticas realizadas principalmente mediante análisis estadístico en vez de por análisis tradicional basado en reglas. Después estas traducciones se pueden corregir («editar») utilizando el editor del Google Translator Toolkit.
Google Translator Toolkit fue lanzado por Google Inc. el 9 de junio de 2009. Se esperaba que este producto se llamara Google Translation Center, como se había anunciado en agosto del 2008. Sin embargo, el kit de herramientas de traducción de Google resultó ser un producto menos ambicioso: «En vez de basarse en proyectos, se basa en documentos, y no está pensado como un paquete de gestión de procesos de traducción, sino simplemente como otra herramienta personal de memoria».
Google afirma que Google Translator Toolkit es parte de su «esfuerzo para hacer la información accesible de manera universal a través de la traducción» y «ayuda a que los traductores traduzcan mejor y más rápidamente mediante una innovadora tecnología de traducción compartida».
Por el momento, Google Translator Toolkit está hecho para atraer a personas con mentalidad colaborativa, el tipo de personas que traducen artículos en Wikipedia o material para las ONG.
«La importancia del Google Translator Toolkit (kit de herramientas de Google para el traductor) es su posición como una línea completa de SaaS (Software-as-a-Service: software-como-servicio) que pone al frente algunas de las características “de trastienda” de las empresas e innovaciones hasta entonces marginales, lo que presagia un cambio radical en quién hará las traducciones en el futuro».

## Idiomas de origen y destino
Empezó en junio del 2009 con solo un idioma de origen (inglés) y 47 idiomas de destino. En la actualidad, Google Translator Toolkit es compatible con 100.000 pares de idiomas. Translator Toolkit puede traducir de 345 idiomas de origen a 345 idiomas de destino.

## Interfaz de usuario
Desde el 6 de marzo de 2017, la interfaz de usuario de Google Translator Toolkit está disponible en 37 idiomas: [6] búlgaro, catalán, chino (simplificado), chino (tradicional - Taiwán), croata, checo, danés, holandés, inglés, filipino, finlandés, Francés, alemán, griego, hindi, húngaro, indonesio, italiano, japonés, coreano, letón, lituano, noruego, polaco, portugués (Brasil), portugués (Portugal), rumano, ruso, serbio, eslovaco, esloveno, español, sueco, tailandés, turco, ucraniano y vietnamita.

## Flujo de trabajo
El flujo de trabajo de Google Translator Toolkit se puede describir de la siguiente manera: primero, los usuarios cargan un archivo desde su escritorio o ingresan una URL de una página web o artículo de Wikipedia que quieren traducir. Google Translator Toolkit automáticamente 'pretraduce' el documento. Divide el documento en segmentos, generalmente en oraciones, encabezados o viñetas. A continuación, busca en todas las bases de datos de traducción disponibles traducciones humanas anteriores de cada segmento. Si existen traducciones humanas anteriores del segmento, Google Translator Toolkit selecciona el resultado de búsqueda mejor clasificado y "pretraduce" el segmento con esa traducción. Si no existe una traducción humana anterior del segmento, utiliza la traducción automática para producir una "traducción automática" para el segmento, sin intervención de traductores humanos.
Los usuarios pueden entonces trabajar para revisar y mejorar la traducción automática. Pueden hacer clic en la oración y corregir una traducción, o pueden usar las herramientas de traducción de Google haciendo clic en el botón "Mostrar kit de herramientas".
Al usar el kit de herramientas, pueden ver traducciones previamente introducidas por otros usuarios en la pestaña "Resultados de búsqueda de traducción", o usar la pestaña "Diccionario" para buscar las traducciones correctas para palabras difíciles de encontrar. Además, los traductores pueden usar funciones como glosarios personalizados y multilingües, así ver la traducción automática como referencia. También pueden compartir sus traducciones con sus amigos haciendo clic en el botón "Compartir" e invitarlos a editar o ver su traducción. Cuando terminen, pueden descargar la traducción a su escritorio. Para los artículos de Wikipedia, se puede volver a publicar fácilmente en las páginas de origen.

## Cierre
En septiembre de 2019, Google anunció que cerraría el Translator Toolkit el 4 de diciembre de 2019 debido a su uso en declive y porque "... hay muchas (otras) excelentes herramientas disponibles, incluido Google Translate".

## API
Google Translator Toolkit proporciona una API (application programming interface) que actualmente está restringida a usuarios autorizados.

## Cierre
Según Google, El 4 de diciembre de 2019, Google translator toolkit dejará de estar disponible luego de más de 10 añoss